# Kraanbrug (brugtype)

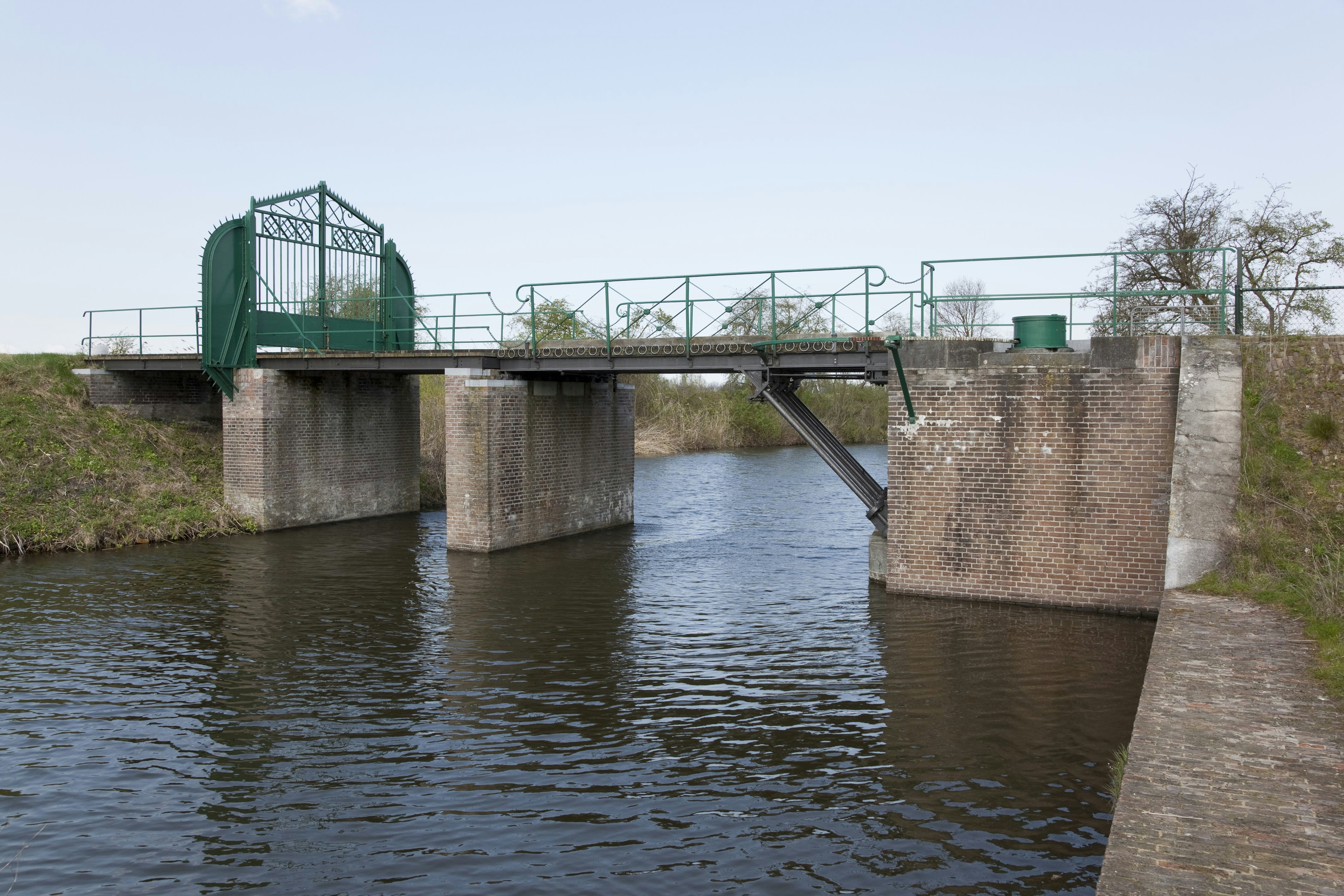
Kraanbrug bij Fort Ronduit, Naarden

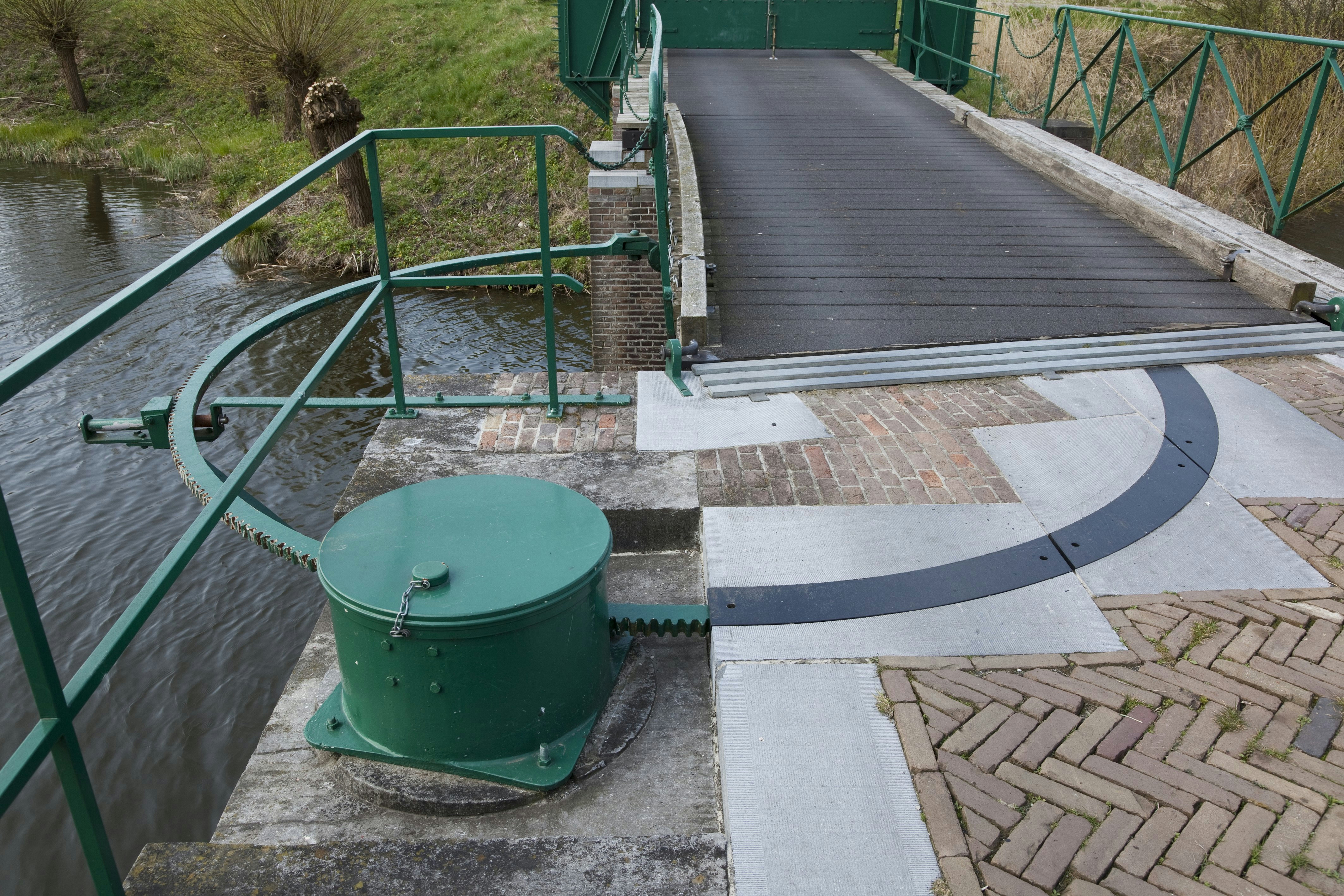
Trommel van het windwerk van de kraanbrug bij Fort Ronduit

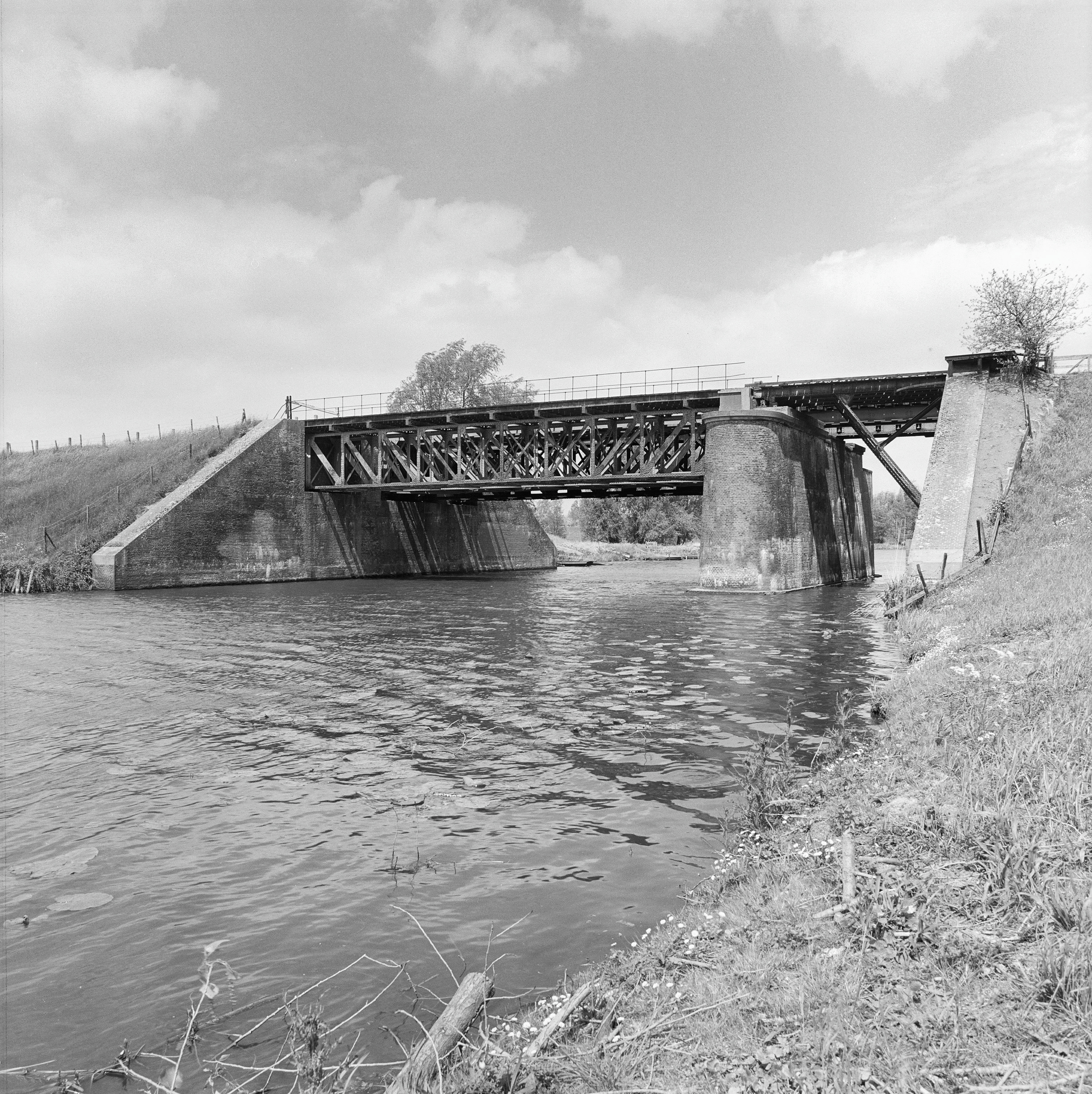
De kraanbrug bij Leerdam; september 1986.

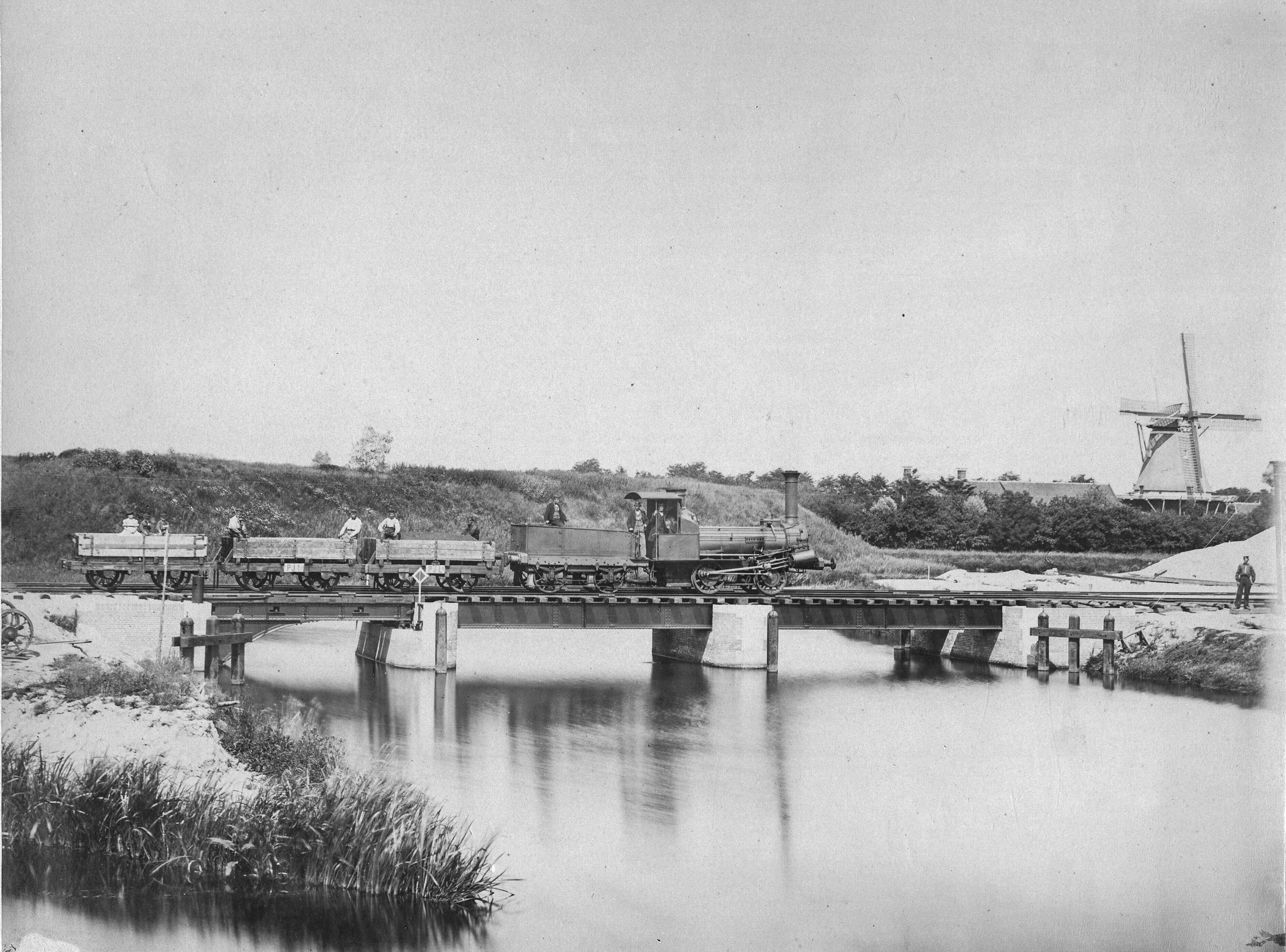
Trein op de spoorlijn Groningen – Winschoten rijdt over een kraanbrug over de Helperlinie met op de achtergrond een van de lunetten of forten; 1868.

Een kraanbrug is een beweegbare brug die open en dicht gaat door te draaien om een verticale z-as.
Op het landhoofd zijn twee of meer driehoekvormige armen bevestigd die kunnen draaien. De draaiassen van de armen staan op het landhoofd; de punt van de driehoek rust op het bruggenhoofd dat zich op het andere landhoofd bevindt. Als de brug is gesloten staan de armen haaks op de vaarrichting, in geopende toestand zijn ze tegen het landhoofd aangedraaid, parallel aan de vaarrichting.
De kraanbrug is een uitvinding van de Hollandse spoorwegingenieur Frederik Willem Conrad (1800-1870). Het voordeel van de kraanburg is dat hij goedkoop is en gemakkelijk te bedienen. Het nadeel is echter dat het wegdek eerst verwijderd dient te worden voordat de brug kan worden geopend. Vandaar dat de gebouwde kraanbruggen vooral spoorbruggen zijn.
Voor militair gebruik was de kraanbrug ook populair omdat de weggedraaide brug niet zoals een klapbrug een doelwit was voor vijandelijk vuur en het uitzicht van de verdedigers belemmerde. De kraanbrug bij Fort Ronduit (het noordelijkste fort van de Nieuwe Hollandse Waterlinie ten noorden van de vesting Naarden) werd in 2006 gerestaureerd.

## Gebouwde kraanbruggen in Nederland
| Plaats                 | Voltooid | Locatie                                                                          | Opmerking |
| ---------------------- | -------- | -------------------------------------------------------------------------------- | --- |
| Anna Paulowna          |          | Kraanbrug over de Molenvaart voor spoorlijn                                      | Status onbekend |
| Apeldoorn              |          | Kraanbrug over Apeldoorns Kanaal voor spoorlijn                                  | In 1927 vervangen door een basculebrug |
| Arnemuiden             |          | Kraanbrug over de Oude Arne                                                      | In 1999 vervangen door een draaibrug |
| Beilen                 |          | Kraanbrug over het Oranjekanaal                                                  | Status onbekend |
| Beverwijk              | 1867     | Kraanbrug over de Wijkervaart voor de spoorlijn Haarlem - Uitgeest               | In 1930 gesloopt en vervangen door een vaste brug, was de laatste dienstdoende spoorwegkraanbrug. |
| Breda                  | 1861     | Kraanbrug over de Mark voor spoorlijnen Roosendaal-Breda en Breda-Rotterdam      | In 1889 vervangen door een dubbele draaibrug |
| Deventer (Snipperling) | ?        | Dubbele kraanbrug over het kanaal Deventer-Almelo voor spoorlijn                 | In 1911 vervangen door een dubbele spoorbrug |
| Den Helder             | 1861     | Kraanbrug liniegracht bij Fort Dirks Admiraal voor spoorlijn                     | Status onbekend |
| Gorinchem              | 1878     | Kraanbrug bij Fort Vuren                                                         | Bestaat nog |
| Groningen              |          | Kraanbrug over de Helperlinie voor spoorlijn                                     | Vervangen |
| Heerenveen             | ?        | Dubbele kraanbrug over het Stobbegat voor spoorlijn                              | In 1913 vervangen door een dubbele (spoor-)ophaalbrug |
| Heerenveen             | ?        | Dubbele kraanbrug over de Tjonger voor spoorlijn                                 | In 1907 vervangen door een dubbele draaibrug |
| Heerenveen             |          | Kraanbruggen over de Veenscheiding voor spoorlijn                                | In 1919 vervangen door een dubbele ophaalbrug |
| Hillegom               |          | Dubbele kraanbrug voor spoorlijn                                                 | In 1898 vervangen door twee vaste bruggen |
| Kesteren               |          | Dubbele kraanbrug over de Nieuwe Hollandse Waterlinie voor spoorlijn             | In 1913 vervangen door een vaste brug |
| Leiden                 | 1878     | Kraanbrug bij Leiden                                                             | Vervangen door draaibrug na 1902 |
| Leerdam                | 1880     | Toegangsbrug Fort Diefdijk                                                       | Bestaat nog, gerestaureerd in 2011 |
| Naarden                | 1876     | Kraanbrug bij Fort Ronduit                                                       | Is na een restauratie in 2006 in opdracht van de Rijksgebouwendienst weer operationeel. |
| Naarden                |          | Kraanbrug bij Utrechtse Poort                                                    | Kleine restanten aanwezig. Er staat nu een niet-werkende replica. |
| Naarden                |          | Kraanbrug bij Ravelijn VI                                                        | Fundamenten van slingertrommel gevonden bij restauratie van het ravelijn in 2001. Deze is nu ook zichtbaar verwerkt in het ravelijn. Op de plaats van de oorspronkelijke brug staat nu een niet werkende replica. |
| Rotterdam              | 1846     | Dubbele Kraanbrug over de Schie in Delfshaven                                    | Vervangen door dubbele draaibrug in 1890 |
| Winschoten             | 1866     | Kraanbrug over het Zijlsterdiep voor spoorlijn                                   | In 1884 vervangen door een vaste brug |
| Wormerveer             |          | Kraanbrug over de Noordersluis voor spoorlijn                                    | In 1922 vervangen door een ophaalbrug |
| Zaandam                |          | Drie kraanbruggen over Sluissloot, Mallegatsloot en Papenpadsloot voor spoorlijn | In 1922 vervangen |
| Zwolle                 |          | Kraanbrug over Overijsselse Vecht                                                | In 1923 vervangen door een dubbele ophaalbrug |